# Appuntamento a Dallas
Appuntamento a Dallas (Destination Miami: Objective Murder) è un film del 1964 diretto da Piero Regnoli.

## Trama
Vargas, nel buio della notte viene circondato da delle auto e ucciso a colpi di mitra. Il tempo passa ed un anno dopo, il capo di un gruppo di malavitosi che si chiama Contreras viene minacciato al telefono da Vargas il quale era creduto morto. Contreras ordina al suo segretario di invitare il suo gruppo di malavitosi nella sua villa di Dallas. I quattro malavitosi giungono alla villa accompagnati dalle mogli o le segretarie. Tra Martin ed Sado c'é dell'incompatibilità dovuta al fatto che Laura, la moglie di Sado è insidiata da Martin. Il gruppo a questo punto si riunisce per discutere le minacce di Vargas, ma ad un certo punto della riunione giunge una telefonata del sedicente Vargas il quale annuncia di volerli uccidere tutti. Sabo dice al resto del gruppo di voler abbandonare da subito la villa e manda Laura a prendere l’auto; Laura arrivata al garage trova morto Fernandez che è la guardia notturna in servizio presso la villa. Contreras controlla il corpo di Fernandez dicendo che è morto di colera, decidendo così di mettere sotto quarantena la villa con all'interno tutti, facendo circondare la villa dalla polizia in modo che nessuno ne possa uscire. All'interno della villa avvengono degli omicidi e tutti incominciano a sospettare uno dell'’altro, Martin e Laura sono i primi ad essere uccisi e quindi il primo sospettato è Sado. Poi viene trovato morto Alghero ed i sospetti cadono su Jane che è la sua segretaria ed amante. Andando avanti quasi tutti i componenti della villa muoiono sotto i colpi dell'assassino. Sabo che alla fine è l'unico sopravvissuto scopre che il mandante degli omicidi è Contreras. Sabo uccide Contreras, ma il cameriere Pablo che è in servizio presso la villa uccide Sabo. Pablo è l’autore materiale degli omicidi che agiva ipnotizzato da Contreras. La polizia irrompe nella villa ed uccide Pablo.